# Ван Мянь
Ван Мянь (王冕, 1287—1359) — китайський художник та поет часів династії Юань.

## Життєпис
Народився у 1287 році у м. Чжуцзі (провінція Чжецзян). Походив з бідної сільської родини. Він часто намагався вислизнути до місцевої школи, щоб послухати уроки. Не маючи грошей на власний світильник, він проводив ночі в буддійському храмі, навчаючись при світлі масляних ламп. Врешті батько вигнав його з будинку, коли той не зміг знайти ягняти, що загубилася. Але він не занепав духом. Старанно навчаючись, з часом він став відомий своєю освіченістю і працював сільським вчителем. Пізніше Ван Мянь почав заробляти собі на життя живописом. Після того як армія Чжу Юаньчжана у 1359 році захопила Чжуцзі, вийшов наказ тоді ще генерала, яким оголошувалося Ван Мяня як художника, перейнятого національним і патріотичним духом, радником уряду. Проте незабаром художник помер.

## Творчість
Найбільші досягнення мав у жанрі «квіти та птахи», найчастіше зображуючи сливу. В цьому він сягнув великої майстерності та витонченості. Своєму досвіду у малюванні сливи Ван Мянь присвятив спеціальний трактат «Керування сливою», де розкриває техніку зображення гілок, квітів сливи. Також у його доробку є сувої із зображення бамбука й скель.
Також Ван Мянь знаний як поет. Часто свої картини супроводжував власними віршами. Здебільшого в них подається опис природи, почуттів автора при спостереженні за нею. Втім через зображення пейзажу у римі Ван Мянь намагався продемонструвати свої політичні погляди, які були ворожі монголам з династії Юань. Прикладом цього є вірш «Квіти сливи», де присутній натяк на наступ військ Чжу Юаньчжана: Різкі пориви західних вітрів,

Що людей валили, підіймали пил.

Як орда, замерзли Під Великою Стіною, — То весна, надія,

На південь від Янцзи.